# ایستگاه متروی هرو غربی
ایستگاه متروی هرو غربی (انگلیسی: West Harrow tube station) یکی از ایستگاه‌های خط متروپولیتن متروی لندن است.
این ایستگاه که در ناحیه هرو، لندن قرار دارد در سال ۱۹۱۳ میلادی تأسیس شده است.

## نگارخانه

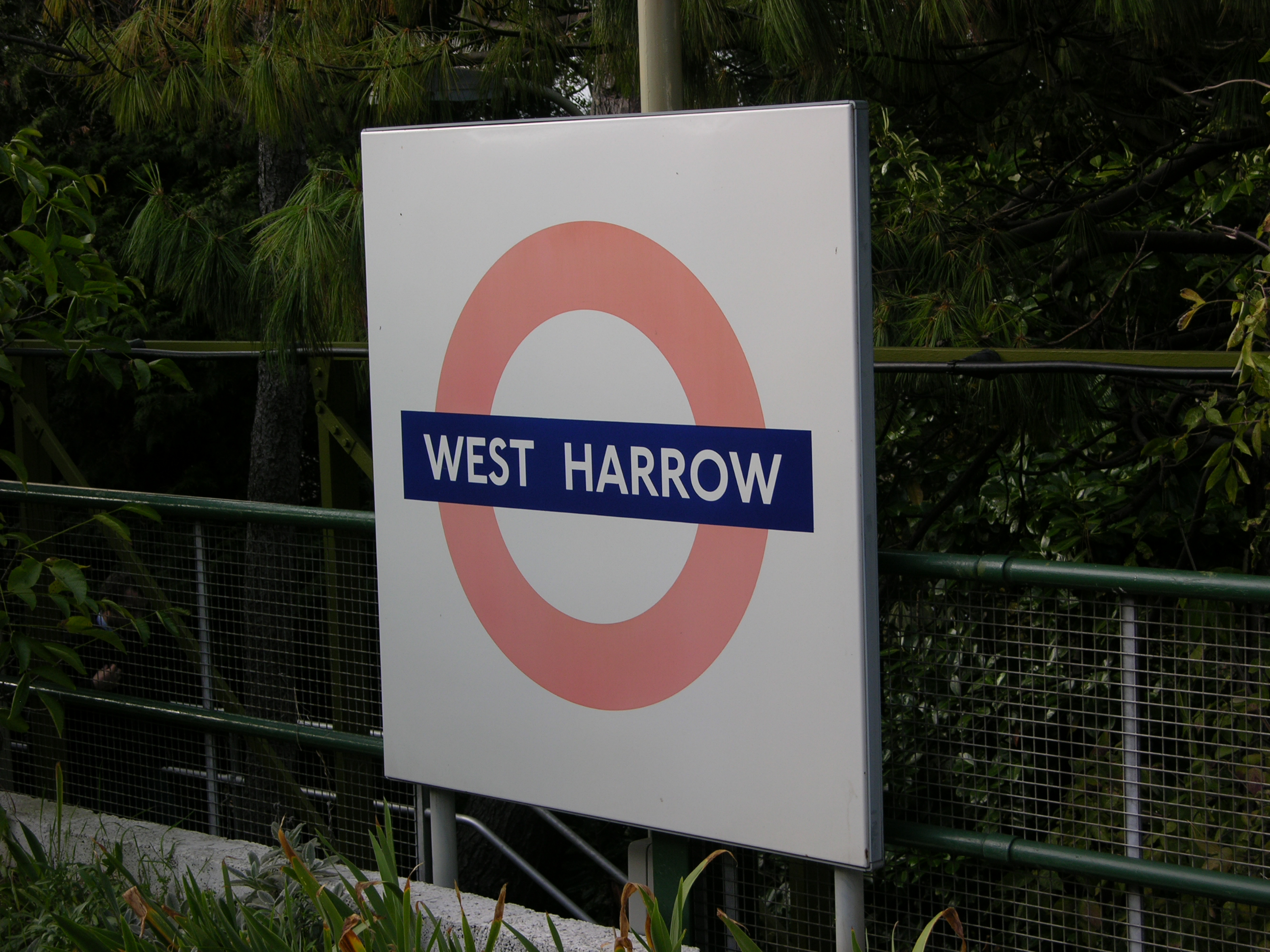
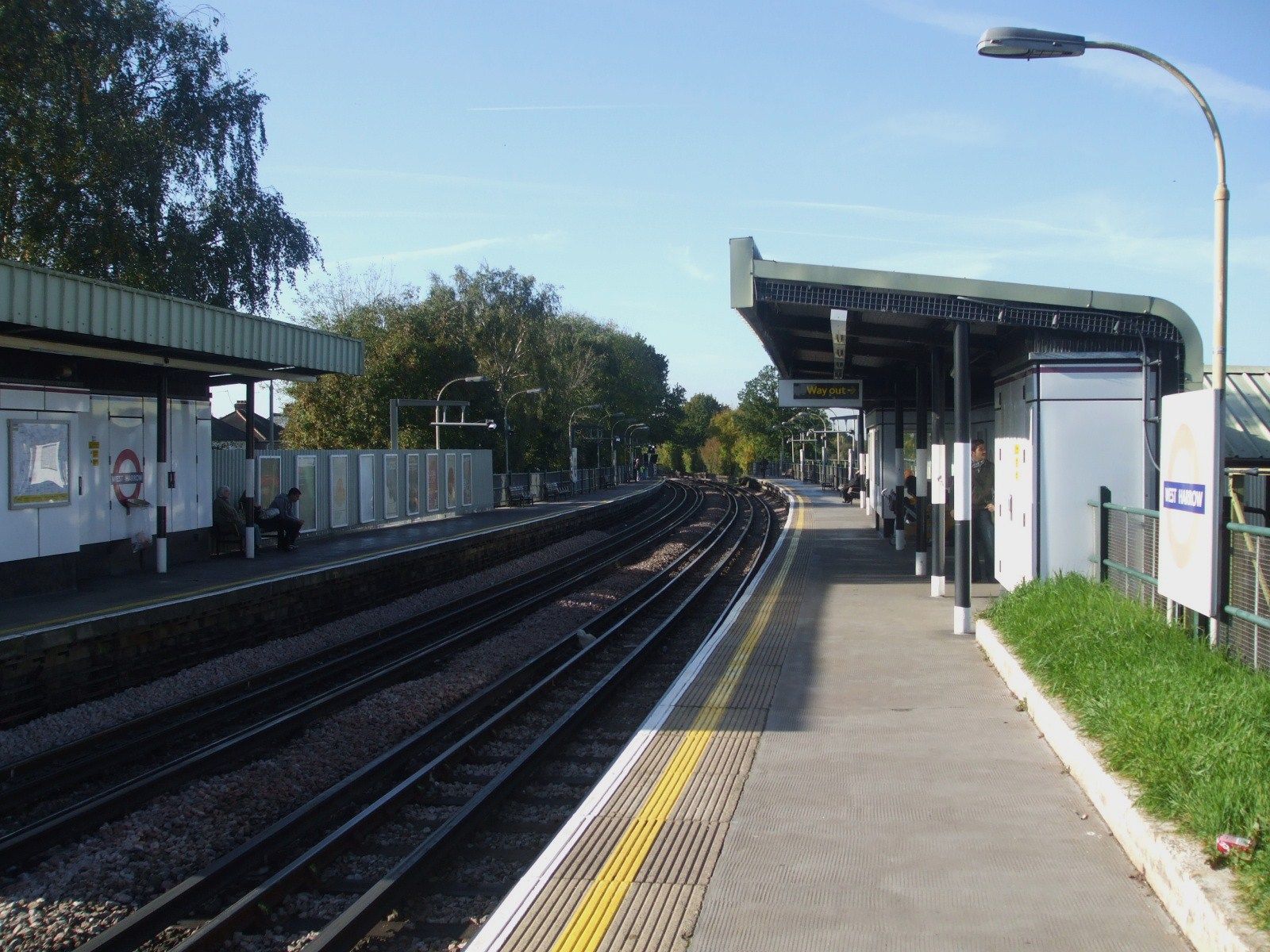
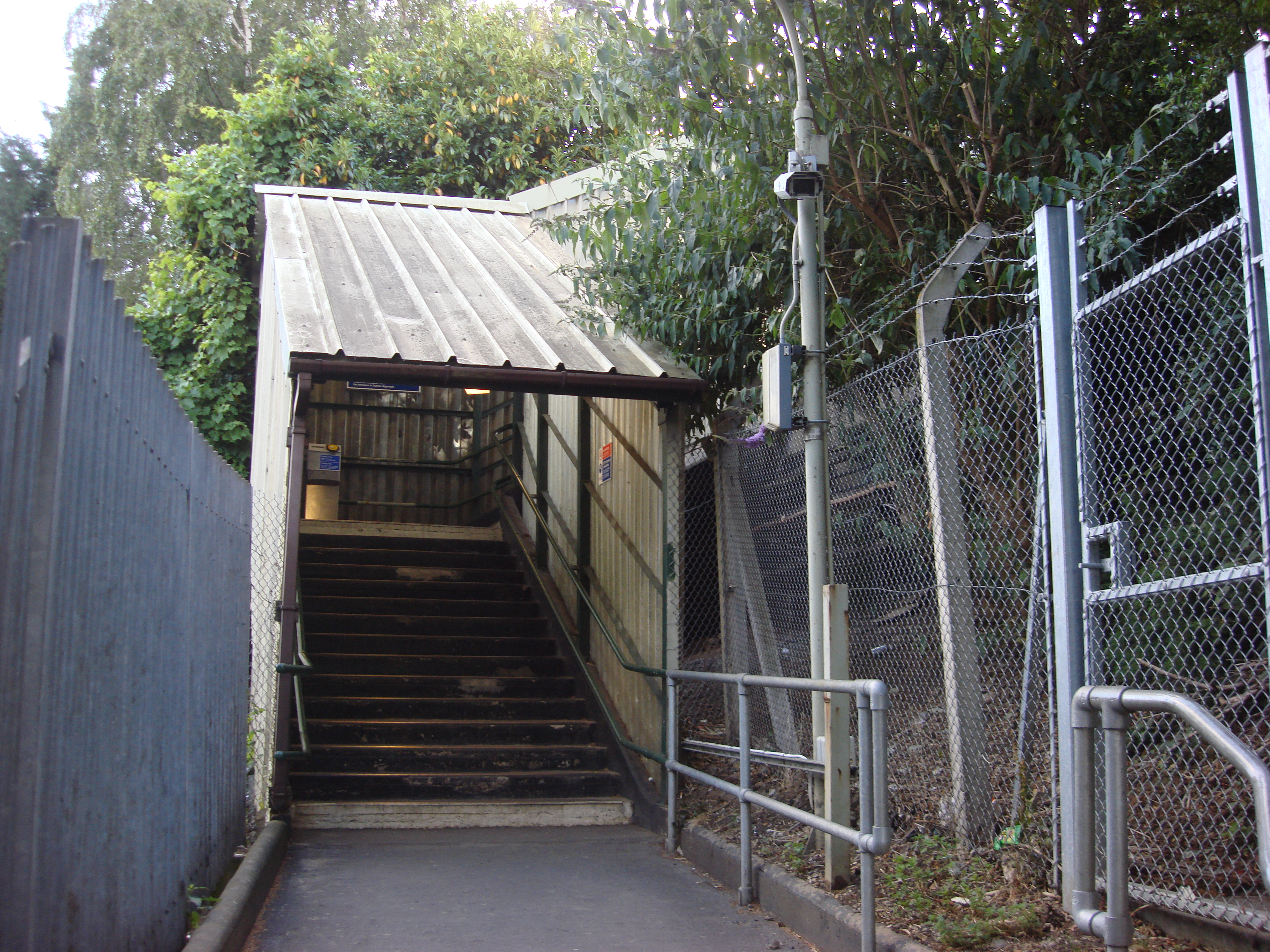
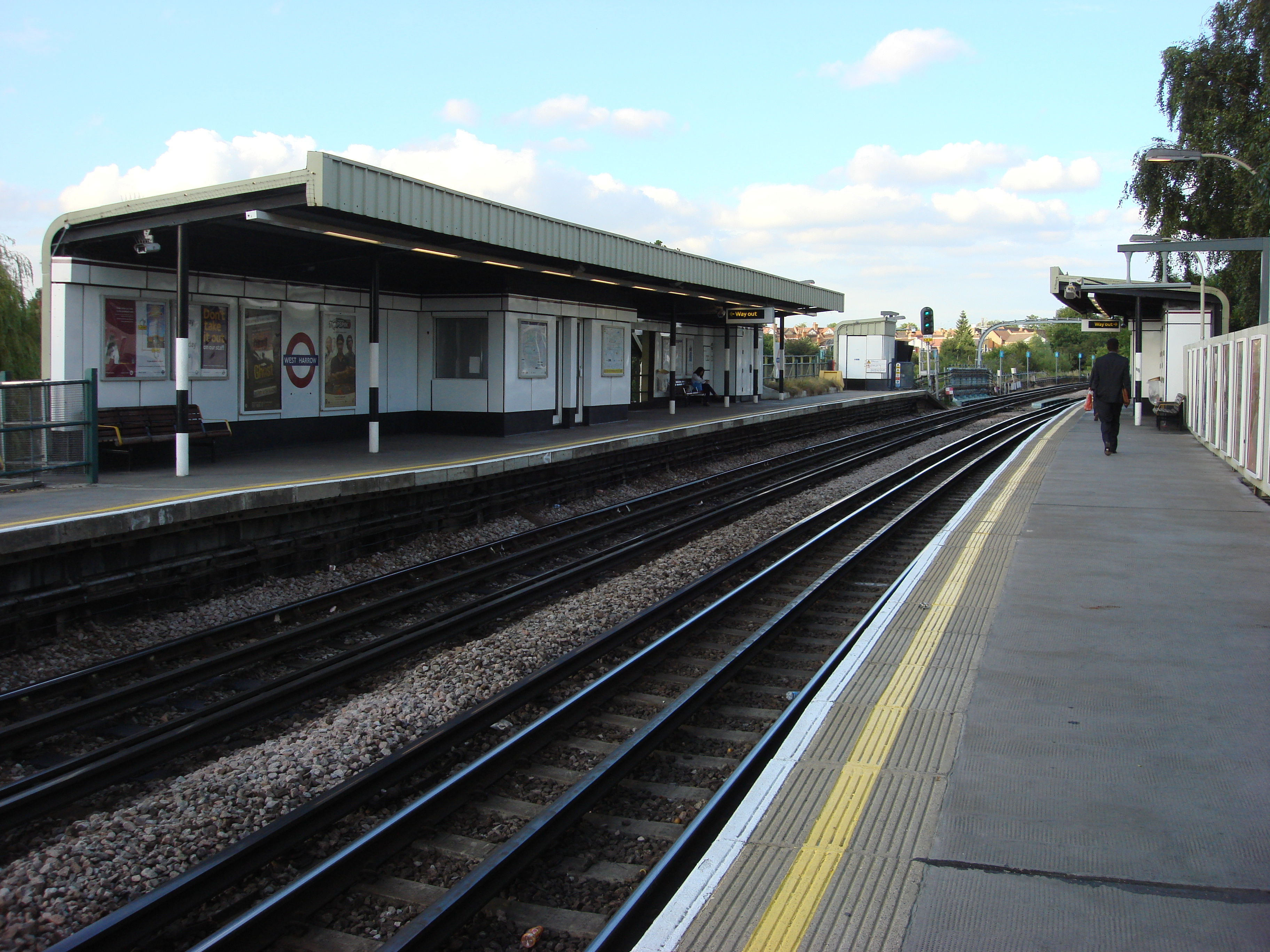